# ويلارد أوتيس ويلي
ويلارد أوتيس ويلي (25 ديسمبر 1862 - 30 نوفمبر 1944)، هاوي جمع طوابع من بوسطن، ماساتشوستس، كان محررًا وكاتبًا مشهورًا في مجال الطوابع.

## مطبوعات هواة جمع الطوابع
وفي عام 1898، انضم ويلي إلى شركة ميكيلز ويكلي لأخبار الطوابع، وفي عام 1903 عُين محرراً في مجلة ويكلي لعصر الطوابع، التي كانت في ذلك الوقت مملوكة لشركة ميكيلز ومندمجة معها.
وفي عام 1913، اشترت شركة (سيفيرن-ويلي-جويت) التي تأسست حديثاً، وهي شراكة أسسها تشارلز إسترلي سيفيرن و دبليو جويت وويلي، صحيفة أخبار الطوابع الأسبوعية لميكيل وعينت تشارلز سيفيرن رئيساً لها ومحرراً. وعين ويلارد وايلي نائباً للرئيس ومدير التحرير. وكجزء من مهامهِ، كان ويلي مديراً لتحرير كتيبات ميكيل، التي احتوى كل منها على مقالات ودراسات عن موضوعات هامة في مجال الطوابع. وقد تمكن خلال فترة إدارته من التماس واختيار مواد من كُتاب الطوابع المهمين ونشر ما يقرب من خمسين كتيباً، وانتهت سلسلة الكتيبات في عام 1930.
عندما تم نقل مقر صحيفة أخبار الطوابع الأسبوعية لميكيل من بوسطن، بولاية ماساتشوستس، إلى بورتلاند، بولاية ماين في عام 1940، تولت إيفلين ماري ويلدون سيفيرن منصب المحرر وعينت وايلي محرر فخري.

## وفاته
توفي ويلارد في 30 نوفمبر 1944.

## التكريم
وضع اسم ويلارد ويلي للتكريم في قاعة مشاهير الجمعية الأمريكية لهواة جمع الطوابع سنة 1945.